# K.S.V. Roeselare
K.S.V. Roeselare là một câu lạc bộ bóng đá Bỉ đặt trụ sở tại Roeselare, West Flanders. Roeselar tham dự  giải vô địch bóng đá Bỉ từ mùa bóng 2005-06.  Roeselare là một câu lạc bộ bán chuyên nghiệp.

## Thành tích
- Giải vô địch bóng đá hạng hai Bỉ:
  - Hạng nhì (1): 2004-05